# Der Liebeswunsch
Der Liebeswunsch ist ein Filmdrama aus dem Jahr 2006, das auf dem gleichnamigen im Jahr 2000 erschienenen Roman von Dieter Wellershoff basiert.

## Handlung
Im Mittelpunkt der Handlung stehen vier Personen: Die Studentin Anja; ihr Ehemann, der Richter Leonhard; seine frühere Ehefrau, die Ärztin Marlene; und sein bester Freund, der Arzt Jan, der gleichzeitig Marlenes neuer Ehemann ist. Anja und Leonhard lernen sich im Haus von Marlene und Jan kennen, heiraten kurz darauf und bekommen einen Sohn, Daniel. Anjas Wunsch nach Liebe wird in der Beziehung jedoch nicht erfüllt. Als sie einmal nicht aufpasst, verbrüht sich Daniel und wird ins Krankenhaus eingeliefert. In der Folgezeit trinkt Anja vermehrt Alkohol und beginnt eine Affäre mit Jan. Als Marlene und Leonhard dahinterkommen, reicht Leonhard die Scheidung ein. Nach einer Alkoholvergiftung macht Anja eine Entziehungskur. Während eines Ausflugs der Therapiegruppe stürzt sich Anja aus dem Fenster und stirbt.

## Hintergrund
Der Film wurde in Köln, Cuxhaven, Hamburg und Venedig gedreht. Für den Dreh stand ein Budget von etwa drei Millionen Euro zur Verfügung. Er wurde am 8. Oktober 2006 auf dem Filmfest Hamburg uraufgeführt. Am 27. Dezember 2006 wurde er in Österreich zum ersten Mal im Fernsehen ausgestrahlt und am 19. April 2007 kam er in die deutschen Kinos.

## Rezeption
Kino.de lobt den Film für „starke Darsteller“ und ein „fabelhaftes Ensemble“. Andreas R. Becker von Filmstarts.de beklagt dagegen, dass die Literaturvorlage nur unzulänglich umgesetzt und die Dialoge künstlich seien und der Film darum langweile, lobt jedoch die schauspielerische Leistung von Barbara Auer. Peter Luley vom Spiegel hält die Viererkonstellation für künstlich und spricht ähnlich wie Andreas R. Becker von „pseudophilosophisch verquasten Dialogen“. Den Reiz des Films sieht er in der „exzellenten“ schauspielerischen Leistung von Jessica Schwarz und „eindrücklichen Bildern“. FAZ-Rezensent Jochen Hieber schreibt über den Film: „Die Kamera von Theo Bierkens lässt das wahlverwandtschaftliche Beziehungsquartett in edlen Innenräumen mit- und gegeneinander agieren, stellt die Figuren in kühle Stadtpanoramen und verlorene Landschaften. Auch wenn es auf der Tonspur zu viel Cello gibt, ist „Der Liebeswunsch“ ein durchaus passabler Film. Den Roman aber verkleinert er.“

## Auszeichnungen
Deutscher Filmpreis 2007
- Nominierung in der Kategorie Bester Schnitt für Hansjörg Weißbrich
- Nominierung in der Kategorie Beste darstellerische Leistung – weibliche Nebenrolle für Barbara Auer

Undine Award 2007
- Undine Award in der Kategorie Beste jugendliche Charakterdarstellerin in einem Kinospielfilm für Jessica Schwarz

Schnitt-Preis 2007
- Schnitt-Preis in der Kategorie Spielfilm für Hansjörg Weißbrich

Deutscher Kamerapreis 2007
- Deutscher Kamerapreis in der Kategorie Kamera Kinospielfilm für Theo Bierkens